# حوا (فیلم ۱۹۶۸)
حوا (انگلیسی: Eve) فیلمی به کارگردانی جرمی سامرز است که در سال ۱۹۶۸ منتشر شد.